# Werner Graf von der Schulenburg (Diplomat)
Werner Graf von der Schulenburg (* 16. August 1929 in Deutsch Filehne, Netzekreis, Grenzmark Posen-Westpreußen) ist ein ehemaliger deutscher Diplomat.

## Leben

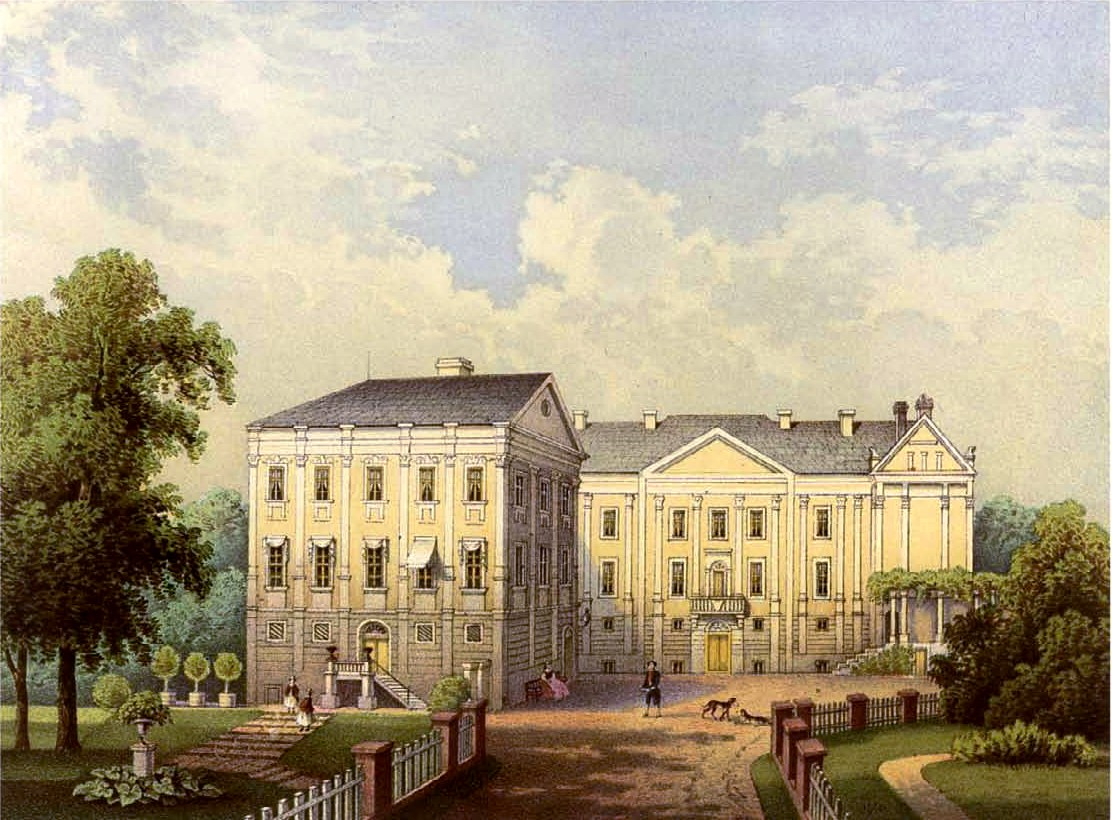
Schloss Filehne um 1866/67, Sammlung von Alexander Duncker

Graf Schulenburgs Eltern waren der promovierte Jurist Werner Heinrich Graf von der Schulenburg (1890–1944), Mitglied des preußischen Staatsrats, und Silvia geb. Gräfin von Wedel, Tochter des Diplomaten Botho Graf von Wedel. Die Eltern ließen sich 1936 scheiden. Der Vater war Grundbesitzer des altererbten Besitzes Filehne mit 12555 ha, zeitweise Mitglied des Johanniterordens, von 1922 bis 1939, und Major d. L. 
Er heiratete Dorothea Marianne von Miller, die Tochter Rudolf von Millers; aus der Ehe gingen drei Kinder hervor.
Werner von der Schulenburg begann an der Rheinischen Friedrich-Wilhelms-Universität Bonn Rechtswissenschaft zu studieren. 1951 wurde er im Corps Borussia Bonn recipiert. Als Inaktiver wechselte er an die Ludwig-Maximilians-Universität München. 1959 legte er die zweite juristische Staatsprüfung ab. Nach dem juristischen Vorbereitungsdienst trat er in den diplomatischen Dienst. Er war Attaché in Algier, Pressereferent in der Botschaft Helsinki (1962–1965), Konsularreferent in der Botschaft Caracas (1965–1968) und Pressereferent an der Botschaft Madrid (1968–1971). Nach Verwendung in Buenos Aires hatte er verschiedene Tätigkeiten im Auswärtigen Amt in Bonn. 1984 bis 1988 war er Chef des Protokolls im Auswärtigen Amt. Von 1988 bis 1991 war er Botschafter der Bundesrepublik Deutschland in Griechenland. Von 1991 bis 1994 war er Botschafter Deutschlands in der Schweiz und in Liechtenstein. Er ging 1994 in den Ruhestand und lebt seither auf der Philippsburg (Leer) in Ostfriesland.

## Ehrungen
- Verdienstorden der Bundesrepublik Deutschland, Verdienstkreuz 1. Klasse (1985)[3]